# Fanatismo deportivo

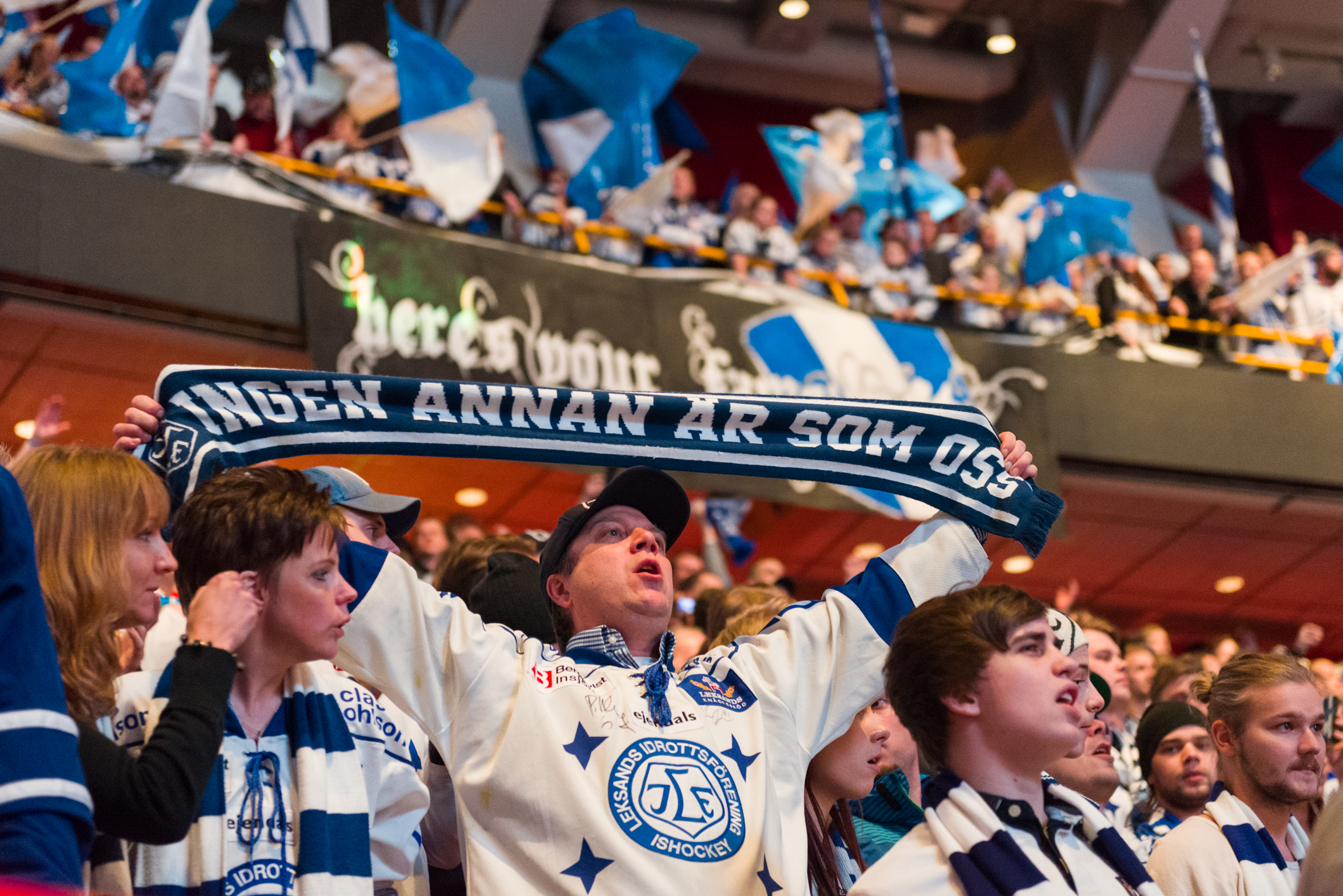
Aficionados del Leksands IF, equipo sueco de hockey sobre hielo.

El fanatismo deportivo se refiere a la comunidad de fanáticos que comparten intereses en los deportes.
El fanatismo deportivo, que surgió como un fenómeno cultural importante a finales del siglo XIX, ha evolucionado junto con la comercialización y la globalización de los deportes, dando forma al entretenimiento moderno y a las identidades sociales. Los fanáticos participan de diversas maneras, entre ellas, asistiendo a eventos en vivo, viendo transmisiones, participando en debates en línea y formando comunidades dedicadas a deportes o equipos específicos. Si bien históricamente se ha asociado con la clase obrera, el fanatismo deportivo se ha extendido entre diferentes clases sociales y factores como la accesibilidad a los medios y los crecientes costos de la asistencia en vivo influyen en los patrones de participación. La naturaleza del fanatismo deportivo varía según las regiones y las disciplinas deportivas, abarcando tanto los deportes de equipo, como el fútbol y el baloncesto, como los deportes individuales, como el boxeo y el tenis. Los fanáticos dedicados de los deportes a menudo muestran una inversión emocional en los éxitos y fracasos de sus equipos.

## Historia
El fanatismo deportivo, que surgió a finales del siglo XIX como un pasatiempo popular entre la clase obrera y ganó mucha popularidad en el siglo XX, se ha convertido en una importante subcultura moderna.Se han producido numerosos cambios; por ejemplo, han surgido algunas actividades de los fanes y otras han desaparecido; en las últimas décadas, Internet ha afectado significativamente la forma en que las personas consumen y participan en diversos medios de entretenimiento, como los deportes.Con el tiempo, la afición al deporte también se ha vuelto más común entre la clase media y alta, y se ha visto más afectada por la mercantilización del deporte.Debido al aumento de los costos de participar en eventos deportivos en persona, como espectador, en las últimas décadas, los miembros de clase media se han vuelto dominantes en el contexto del espectáculo deportivo físico. : 318–319 
Por ejemplo, en Estados Unidos, históricamente, el boxeo profesional y las carreras de caballos solían ser mucho más populares que ahora; el baloncesto, aunque todavía popular, ha perdido gran parte de su antigua popularidad frente al fútbol americano, mientras que están surgiendo nuevos deportes populares (como el automovilismo).
El éxito o el fracaso de varios deportes han estado vinculados a diversos factores, como el nacionalismo, la globalización, así como el ingenio y las actividades de las organizaciones deportivas.: 314–316 
Los estudiosos han estudiado la afición al deporte desde aproximadamente la década de 1980.

### Características

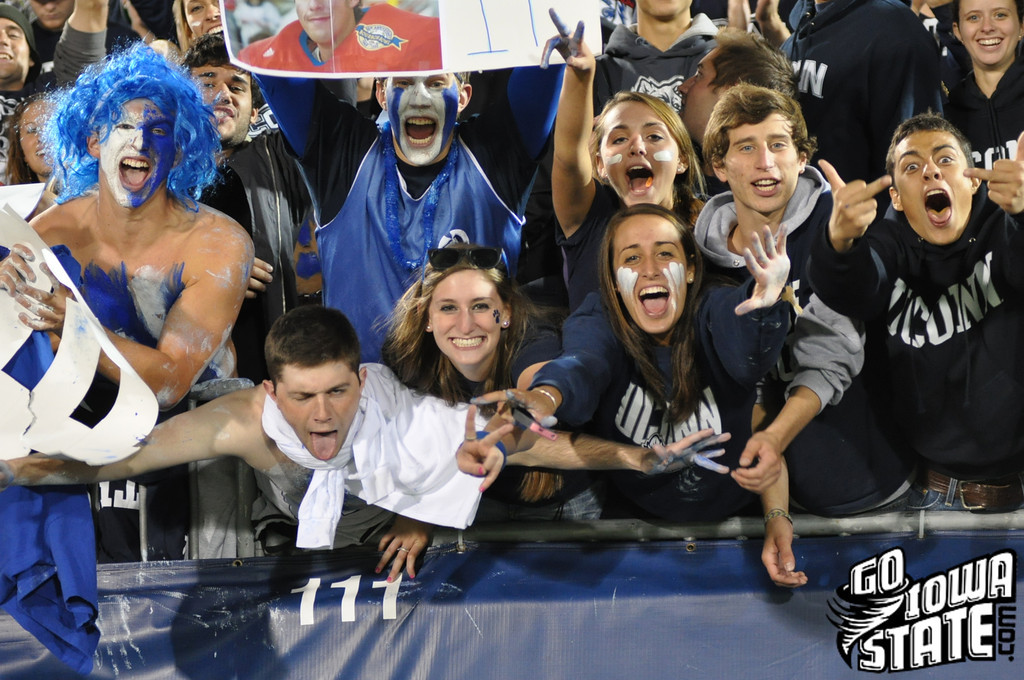
Simpatizantes del equipo de fútbol americano universitario Connecticut Huskies en un partido de 2011 contra los Iowa State Cyclones.

Los grupos de fanáticos de un deporte específico pueden variar significativamente entre distintos países. Los grupos de fanáticos deportivos más comunes son aquellos relacionados con los principales deportes de equipo, como el fútbol, el béisbol y el baloncesto, aunque los deportes individuales (como el boxeo profesional, el tenis, el automovilismo o el ciclismo) también tienen bases de seguidores importantes. Algunos grupos de fanáticos deportivos son mayoritariamente regionales, ya que algunos deportes pueden ser muy populares en una región pero mayormente desconocidos en otras; tales grupos de fanáticos regionales incluyen aquellos del fútbol americano (en los EE. UU.), hockey sobre hielo (en Canadá) y críquet (en los países de la Mancomunidad de Naciones).En la década de 2010, se identificaron más de 8000 disciplinas deportivas diferentes y se podría decir que cada una tiene su propia base de seguidores.
En general, se entiende que el fanatismo deportivo se refiere a actividades que requieren una condición física significativa; sin embargo, esto puede desdibujarse cuando se consideran pasatiempos relacionados, como los bolos, el póquer o el ajedrez, o más recientemente, los conceptos de deporte de fantasía : 318–320  y deportes electrónicos.
Los fanáticos del deporte se ven cada vez más afectados por la comercialización y mercantilización del deporte, con numerosos productos diseñados para ellos, desde artículos de merchandising (ropa, recuerdos y similares con temas deportivos) hasta servicios (como bares deportivos, eventos temáticos como bodas con temas deportivos y otros).: 969–971 

### Aficionados al deporte

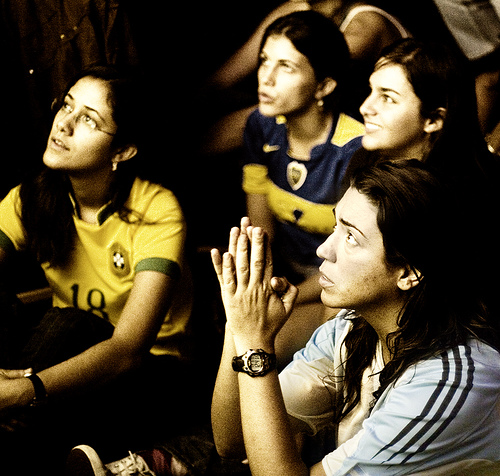
Aficionados de fútbol viendo el partido de la Copa Mundial de Fútbol de 2006 entre Argentina y Alemania en un bar.

Un aficionado (también partidario) al deporte puede ser un entusiasta de un atleta, equipo o deporte en particular, o de todos los deportes organizados en su conjunto. Los fanáticos de los deportes a menudo asisten a eventos deportivos en estadio s, en bares deportivos o los miran en casa, y siguen las noticias a través de periódicos, sitios web y redes sociales. La mayoría de los fanáticos tienen un apego emocional y aprecio por sus equipos y jugadores favoritos; menos común es el apego y aprecio más general por todo el tipo de deporte.La mentalidad del aficionado a los deportes suele ser tal que experimentará un juego o evento mientras lo vive indirectamente a través de los jugadores o equipos que el aficionado favorece.
Una de las diferencias entre los fanáticos de los deportes y los fanáticos de otros tipos de actividades (como los fanáticos de varios medios) es el enfoque relacionado con el deporte en ganar, perder y la incertidumbre de los resultados.
Muchos fanáticos participan en eventos cara a cara con otros fanáticos, la mayoría puede ser visto como parte de una comunidad imaginada, percibiéndose a sí mismos como fanáticos de los deportes. Los fanáticos de los deportes varían en la importancia que tiene su pasatiempo para sus vidas. Uno puede considerarse un fanático de los deportes a pesar de no haber practicado nunca dicho deporte (y la mayoría de los fanáticos de los deportes no juegan activamente sus deportes favoritos), haber presenciado un evento deportivo profesional o haberse conectado con otros fanáticos de los deportes.La actividad más común de un aficionado a los deportes es ver deportes en la televisión.Los fanáticos deportivos más dedicados tienen un amplio conocimiento sobre sus deportes, e incluso pueden desarrollar carreras en campos como comentaristas deportivos o escritores deportivos, o pueden involucrarse en la gestión de equipos deportivos, ya sea profesionalmente o mediante la movilización en actividades como las diseñadas para cambiar (o prevenir el cambio) en la propiedad del equipo. : 313, 317, 320 
Los académicos han creado diversas tipologías diferentes y a veces contradictorias de aficionados al deporte. : 968–969 
La mayoría de los aficionados al deporte son hombres. Los miembros de la clase trabajadora tienen más probabilidades de ser fanáticos de los deportes más populares, mientras que los miembros de la clase media y alta tienen más probabilidades de ser fanáticos de los menos populares.
Algunos aficionados al deporte participan en actos de violencia (como disturbios deportivos o vandalismo en el fútbol).: 320–321 